# Caverns of Mars
Caverns of Mars ist ein Computerspiel für Atari-Heimcomputer, programmiert von Greg Christensen und veröffentlicht beim Atari Program Exchange (APX) im Jahr 1981.

## Gameplay
Caverns of Mars ist ein vertikal-scrollendes Shoot ’em up, welches sich in Konzept und Darstellung an das Arcade-Spiel Scramble aus dem Jahr 1981 anlehnt. Christensen veränderte die Ausrichtung der Höhlen im Gegensatz zu Scramble. Der Spieler fliegt hier von oben nach unten statt von links nach rechts. Bedingt durch die technischen Details der Atari-Plattform sind vertikale Scroller einfacher zu programmieren. Mithilfe des Joysticks kontrolliert der Spieler ein Raumschiff, das auf dem Mars in Höhlen hinabsteigt und dabei auf Feinde feuert. Es gibt mehrere verschiedene Abschnitte der Karte. Bei den leichten Schwierigkeitsgraden werden schwierige Passagen der Höhle entfernt. Der einfachste Schwierigkeitsgrad hat nur drei Abschnitte und der schwerste hat sechs. Am Ende einer jeden Höhle steht ein Reaktor. Auf diesem muss der Spieler landen und ihn damit aktivieren. Danach muss der Spieler durch die Höhle zurückfliegen, bevor der Reaktor explodiert.

## Veröffentlichungen
1983 veröffentlichte Atari Caverns of Mars auf einem Steckmodul (RX8021) als offizielles Atari-Produkt.
2005 erschien die Atari-Flashback-2-Konsole mit einer vorinstallierten exklusiven 2600-Version von Caverns of Mars.
2005 wurde von John W. Champeau für Atari eine Umsetzung für zukünftige Atari-Flashback-Konsolen programmiert. Nachdem eine offizielle Veröffentlichung nicht zustande gekommen war, wurde das Spiel als Conquest of Mars unter dem Label Champ Games über AtariAge veröffentlicht. Diese Portierung wurde nach Angleichungen schließlich am 29. November 2024 von Atari als offizielle Umsetzung für den Atari 2600 unter dem Originaltitel auf Steckmodul in den Handel gebracht (CX26518).

## Nachfolger
Christensen programmierte nach Caverns of Mars das weniger bekannte Phobos, das auch durch das Atari Program Exchange (APX) verkauft wurde. Phobos ist eine erweiterte Version von Caverns of Mars mit verbesserter Grafik und zusätzlichen kleineren Änderungen. Die Level wurden durch Sublevel unterbrochen mit Buchstaben als Namen. Wenn das Raumschiff zerstört wird, startet der Spieler wieder am Anfang des Sublevels, anstatt am Anfang des gesamten Levels. Dieses System ähnelt dem von Moon Patrol.
Der Nachfolger von Phobos war Caverns of Mars II aus dem Jahr 1982. Diese Version ähnelt mehr dem originalen Scramble inklusive den vom Boden abgeschossenen Raketen. Diese waren in Scramble die Hauptgegner. Es ist nicht sicher ob das Spiel durch das Atari Programm Exchange verkauft wurde, aber es wurde durch den Antic-Software-Katalog vertrieben, dem Nachfolger des APX.
2023 erschien unter dem Titel Caverns of Mars: Recharged eine modernisierte Spielumsetzung für Microsoft Windows, Nintendo Switch, PlayStation 4, PlayStation 5, Xbox One und Xbox Series.